# Tarista pentheusalis
Tarista pentheusalis är en fjärilsart som beskrevs av Druce. Tarista pentheusalis ingår i släktet Tarista och familjen nattflyn. Inga underarter finns listade i Catalogue of Life.